# Бадряшево
Бадряшево (баш. Бәҙрәш) — деревня в Татышлинском районе Республики Башкортостан Российской Федерации. Административный центр Бадряшевского сельсовета.

## География

### Географическое положение
Расстояние до:
- районного центра (Верхние Татышлы): 13 км,
- ближайшей ж/д станции (Чернушка): 25 км.

## Население
| 2002 | 2009 | 2010 |
| ---- | ---- | ---- |
| 394  | ↘361 | →361 |

Национальный состав
Согласно переписи 2002 года, преобладающая национальность — башкиры (91 %).

## Религия
В деревне есть мечеть.